# 查亚普拉佩西普拉
查亚普拉佩西普拉（Persipura Jayapura，全稱Persatuan Sepak Bola Indonesia Jayapura，简称Persipura），媒体普遍称呼佩西普拉，佩西普拉是印度尼西亞的一家足球俱乐部，於1963年在巴布亞省查亚普拉建立，现在參與印尼足球甲級聯賽。